# Manta de huaso

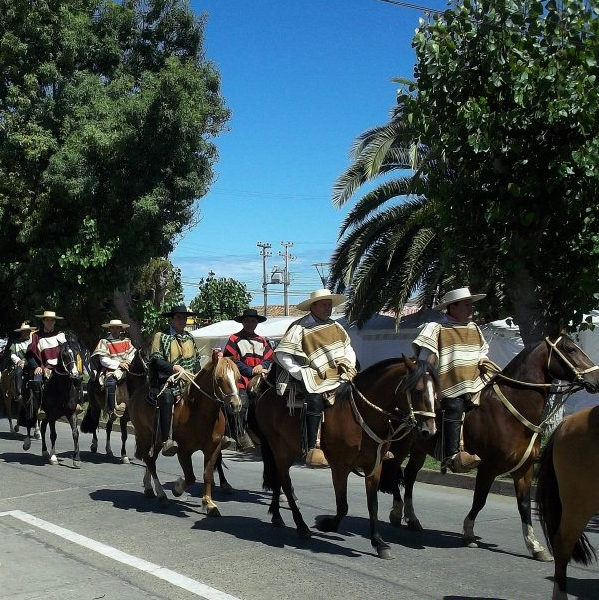
Desfile de huasos utilizando sus mantas en Pelluhue (2014).

Una manta de huaso es una prenda de vestir tradicional que usan los huasos comunes, que son los personajes típicos de las zonas rurales del centro de Chile. 
Es considerada de la más originales, características y definidoras prendas de vestir del huaso. La manta ha mantenido su diseño típico por varios años.
Su presentación consiste en cuadros grandes y tres listaduras encuadradas por una huincha en que se repiten uno, varios o todos los colores del conjunto. Las diferencias que esta prenda de vestir tiene con el chamanto es que la manta es más simple en el diseño, demora menos tiempo su confección, es mucho más barata, es ocupada por un solo lado y son confeccionadas con hilo, ya sea de seda o con lana en telares de madera. Cuando hace demasiado frío se usa un poncho más grueso que cubre más partes del cuerpo que la manta.
Es común ver a los huasos en los rodeos con mantas, mientras que para ceremonias y desfiles importantes por lo general ocupan chamantos.
Aparte de la manta, la vestimenta tradicional del huaso consiste en un sombrero llamado chupalla, camisa, chaqueta corta, zapatos tradicionales, pantalón de corte sobrio y recto que se angosta en la bastilla y una faja. Además cuando montan ocupan botas y espuelas.
En un rodeo está reglamentado que los jinetes deben llevar el atuendo de huaso completo.

## Historia
Fue declarada como la «Manta del Bicentenario» en 2010.